# Janet Akyüz Mattei
Pour les articles homonymes, voir Mattei.
Janet Akyüz Mattei est une astronome turco-américaine, née le 2 janvier 1943 à Bodrum en Turquie et morte le 22 mars 2004 à Boston aux États-Unis, qui est directrice de l'Association américaine des observateurs d'étoiles variables (American Association of Variable Star Observers - AAVSO) de 1973 à 2004.

## Biographie
Janet Akyüz est la fille de Baruh et Bulisa Akyüz et a deux frères et deux sœurs. Elle part étudier aux États-Unis à l'Université Brandeis à Waltham (Massachusetts) de 1962 à 1965 où elle obtient un baccalauréat en sciences générales (B.A. General Science). Elle retourne en Turquie en 1967 pour enseigner la physique et les mathématiques dans un lycée et poursuivre des études supérieures à l'Université Égée à Izmir. L'été 1969, grâce à une bourse d'études, elle saisit l'occasion d'aller travailler au Maria Mitchell Observatory situé à Nantucket où elle étudie les étoiles variables, entre en contact avec l'Association américaine des observateurs d'étoiles variables (AAVSO) et rencontre son futur mari, Michael Mattei.
En 1970, elle sort de l'Université Égée avec une maîtrise en sciences (Astronomie). Elle intègre ensuite l'Université de Virginie et obtient en 1972 une seconde maîtrise en astronomie. Elle épouse Michael Mattei et devient l'assistante de Margaret Mayall alors directrice de l'AAVSO.
Janet Akyüz Mattei lui succède en 1973. À la tête de l'AAVSO pendant un peu plus de 30 ans, elle collecte les observations d'étoiles variables d'astronomes amateurs du monde entier, assure la coordination entre astronomes professionnels et amateurs sur d'importants programmes d'observations et permet d'obtenir du temps d'observation pour des astronomes non professionnels avec le télescope spatial Hubble. 
En 1982, elle obtient à l'Université Égée un doctorat en astronomie (PhD).
Elle a publié plus de 180 articles sur les étoiles variables ou des sujets liés, la plupart dans des revues scientifiques.
Janet Akyüz Mattei meurt à Boston le 22 mars 2004 d'une leucémie.

## Distinctions
Janet Akyüz Mattei a reçu plusieurs distinctions parmi lesquelles la Centennial Medal de la Société astronomique de France en 1987, le Prix George Van Biesbroeck et le Leslie Peltier Award en 1993, le Giovanni Battista Lacchini Award et la Médaille Jackson-Gwilt en 1995. 
L'astéroïde (11695) Mattei, découvert le 22 mars 1998, est nommé en son honneur. 